# Ludvík XVIII.
Ludvík XVIII. (17. listopadu 1755, Versailles – 16. září 1824, Paříž) známý jako Vytoužený (francouzsky le Désiré), byl francouzským králem v letech 1814 až 1824, s výjimkou krátkého přerušení během sta dnů v roce 1815. Strávil dvacet tři let v exilu: během francouzské Revoluce a prvního francouzského císařství (1804–1814) a během sta dnů. Byl francouzský král, vnuk Ludvíka XV., bratr popraveného Ludvíka XVI. a svého nástupce Karla X., příslušník královského rodu Bourbonů, a 43. velmistr Vojenského a špitálního řádu sv. Lazara Jeruzalémského.

## Život
Vyrůstal ve Versailles na dvoře Ludvíka XV. ve stínu svého staršího bratra, následníka trůnu (dauphina) Ludvíka XVI. Po narození dostal titul vévoda z Provence a po smrti svého dědečka Ludvíka XV. v roce 1774 dostal titul „Monsieur“, náležící nejstaršímu královu bratrovi.
14. května 1771 se ve Versailles oženil s Marií Josefínou Savojskou, dcerou sardinského krále Viktora Amadea III. a Marie Antonie Bourbonské. Jejich manželství zůstalo bezdětné.
Patřil ke konzervativní skupině monarchistů, kteří si nepřáli, aby Ludvík XVI. ustupoval zastáncům ústavy. V roce 1789 se dokonce zapletl do přípravy státního spiknutí, které chtělo sesadit umírněného Ludvíka XVI. z královského trůnu. Vévoda z Provence měl následně vládnout Francii jako regent. Spiknutí však bylo odhaleno. Vévoda uprchl v roce 1791 z Francie a cestoval po celé Evropě, kde hledal spojence v boji proti revoluci. Pobýval ve Vestfálsku, Veroně, ale i v Kuronsku (v Rusku) a v Anglii. Po smrti svého královského bratra nejprve uznal nárok králova syna, desetiletého Ludvíka XVII. na trůn a prohlásil se za následníka trůnu; po jeho smrti v roce 1795 se prohlásil za krále Ludvíka XVIII. Republikánská vláda Francie však jeho nároky neuznala.
Diplomatickými cestami se zapojil do boje proti Francouzské republice a následně proti Napoleonu Bonapartovi. Po první porážce císaře Napoleona I. (v bitvě u Lipska v říjnu roku 1813) se stal oficiálně na několik měsíců králem. Následně se Bonaparte vrátil z Elby a Ludvík uprchl do Gentu. Po Napoleonově porážce v bitvě u Waterloo v červnu roku 1815 se vrátil na svůj toužebně očekávaný trůn.
Během své vlády v letech 1815–1824 nejprve nevystupoval jako konzervativní monarchista. Do svých služeb povolal například bývalého Napoleonova ministra zahraničí Talleyranda. Následně však restauroval monarchii do podoby před revolucí v roce 1789. Politiky, kteří v Konventu hlasovali v roce 1793 pro smrt krále, poslal do vyhnanství. Opustit vlast museli například bývalí konzulové J. E. Sieyes nebo R. Ducos.
Ludvík XVIII. zemřel 16. září roku 1824. Pochován byl v Bazilice Saint-Denis, místě posledního odpočinku francouzských králů. Protože zemřel bezdětný, vlády se po jeho smrti ujal jeho bratr Karel X.

## Vývod z předků
|               |                                       |  |                     |                                        |  |  |  |  |  |  |  | Ludvík Francouzský |
|               |                                       |  |                     |                                        |  |  |  |  |  |  |  |                    |
|               | Ludvík Francouzský                    |  |                     |                                        |  |  |  |  |  |  |  |                    |
|               |                                       |  |                     |                                        |  |  |  |  |  |  |  |                    |
|               |                                       |  |                     | Marie Anna Bavorská                    |  |  |  |  |  |  |  |                    |
|               |                                       |  |                     |                                        |  |  |  |  |  |  |  |                    |
|               | Ludvík XV.                            |  |                     |                                        |  |  |  |  |  |  |  |                    |
|               |                                       |  |                     |                                        |  |  |  |  |  |  |  |                    |
|               |                                       |  |                     | Viktor Amadeus II.                     |  |  |  |  |  |  |  |                    |
|               |                                       |  |                     |                                        |  |  |  |  |  |  |  |                    |
|               | Marie Adelaide Savojská               |  |                     |                                        |  |  |  |  |  |  |  |                    |
|               |                                       |  |                     |                                        |  |  |  |  |  |  |  |                    |
|               |                                       |  |                     | Anna Marie Orleánská                   |  |  |  |  |  |  |  |                    |
|               |                                       |  |                     |                                        |  |  |  |  |  |  |  |                    |
|               | Ludvík Ferdinand Bourbonský           |  |                     |                                        |  |  |  |  |  |  |  |                    |
|               |                                       |  |                     |                                        |  |  |  |  |  |  |  |                    |
|               |                                       |  |                     | Rafael Leszczyński                     |  |  |  |  |  |  |  |                    |
|               |                                       |  |                     |                                        |  |  |  |  |  |  |  |                    |
|               | Stanislav I. Leszczyński              |  |                     |                                        |  |  |  |  |  |  |  |                    |
|               |                                       |  |                     |                                        |  |  |  |  |  |  |  |                    |
|               |                                       |  |                     | Anna Leszczyńska                       |  |  |  |  |  |  |  |                    |
|               |                                       |  |                     |                                        |  |  |  |  |  |  |  |                    |
|               | Marie Leszczyńská                     |  |                     |                                        |  |  |  |  |  |  |  |                    |
|               |                                       |  |                     |                                        |  |  |  |  |  |  |  |                    |
|               |                                       |  |                     | Jan Karol Opaliński                    |  |  |  |  |  |  |  |                    |
|               |                                       |  |                     |                                        |  |  |  |  |  |  |  |                    |
|               | Kateřina Opalinská                    |  |                     |                                        |  |  |  |  |  |  |  |                    |
|               |                                       |  |                     |                                        |  |  |  |  |  |  |  |                    |
|               |                                       |  |                     | Zofia Czarnkowska                      |  |  |  |  |  |  |  |                    |
|               |                                       |  |                     |                                        |  |  |  |  |  |  |  |                    |
| Ludvík XVIII. |                                       |  |                     |                                        |  |  |  |  |  |  |  |                    |
|               |                                       |  |                     |                                        |  |  |  |  |  |  |  |                    |
|               |                                       |  | Jan Jiří III. Saský |                                        |  |  |  |  |  |  |  |                    |
|               |                                       |  |                     |                                        |  |  |  |  |  |  |  |                    |
|               | August II. Silný                      |  |                     |                                        |  |  |  |  |  |  |  |                    |
|               |                                       |  |                     |                                        |  |  |  |  |  |  |  |                    |
|               |                                       |  |                     | Anna Žofie Dánská                      |  |  |  |  |  |  |  |                    |
|               |                                       |  |                     |                                        |  |  |  |  |  |  |  |                    |
|               | August III. Polský                    |  |                     |                                        |  |  |  |  |  |  |  |                    |
|               |                                       |  |                     |                                        |  |  |  |  |  |  |  |                    |
|               |                                       |  |                     | Kristián Ernest z Brandenburg-Bayreuth |  |  |  |  |  |  |  |                    |
|               |                                       |  |                     |                                        |  |  |  |  |  |  |  |                    |
|               | Kristýna Eberhardýna Hohenzollernová  |  |                     |                                        |  |  |  |  |  |  |  |                    |
|               |                                       |  |                     |                                        |  |  |  |  |  |  |  |                    |
|               |                                       |  |                     | Sofie Louisa Württemberská             |  |  |  |  |  |  |  |                    |
|               |                                       |  |                     |                                        |  |  |  |  |  |  |  |                    |
|               | Marie Josefa Saská                    |  |                     |                                        |  |  |  |  |  |  |  |                    |
|               |                                       |  |                     |                                        |  |  |  |  |  |  |  |                    |
|               |                                       |  |                     | Leopold I.                             |  |  |  |  |  |  |  |                    |
|               |                                       |  |                     |                                        |  |  |  |  |  |  |  |                    |
|               | Josef I. Habsburský                   |  |                     |                                        |  |  |  |  |  |  |  |                    |
|               |                                       |  |                     |                                        |  |  |  |  |  |  |  |                    |
|               |                                       |  |                     | Eleonora Magdalena Falcko-Neuburská    |  |  |  |  |  |  |  |                    |
|               |                                       |  |                     |                                        |  |  |  |  |  |  |  |                    |
|               | Marie Josefa Habsburská               |  |                     |                                        |  |  |  |  |  |  |  |                    |
|               |                                       |  |                     |                                        |  |  |  |  |  |  |  |                    |
|               |                                       |  |                     | Jan Fridrich Brunšvicko-Lüneburský     |  |  |  |  |  |  |  |                    |
|               |                                       |  |                     |                                        |  |  |  |  |  |  |  |                    |
|               | Amálie Vilemína Brunšvicko-Lüneburská |  |                     |                                        |  |  |  |  |  |  |  |                    |
|               |                                       |  |                     |                                        |  |  |  |  |  |  |  |                    |
|               |                                       |  |                     | Benedikta Jindřiška Falcko-Simmernská  |  |  |  |  |  |  |  |                    |
|               |                                       |  |                     |                                        |  |  |  |  |  |  |  |                    |